# Муриа
Муриа — спящий вулкан на северном побережье острова Ява, в Индонезии. Он расположен в центре полуострова Муриа, выступающий на север в Яванское море на северном побережье Центральной Явы, к востоку от Семаранга, столицы провинции. Муриа достигает высоты 1602 метра, но возможно, вулкан раньше был вдвое выше. Гора Мурия была ранее островом, отделенным от Явы палеопроливом Мурии. Этот пролив исчез в 1657 году.
Муриа — старый, но считающийся активным, стратовулкан, сложенный щелочными породами; извержения таких вулканов сопровождаются взрывами, и по расчётам учёных, вулкан извергался последний раз около 2000 лет назад.